# Böhmen-Gelbstern
Der Böhmen-Gelbstern (Gagea bohemica, Syn.: Gagea saxatilis (Mert. & W.D.J.Koch) Schult. & Schult.f.), auch „Felsen-Gelbstern“ genannt, ist eine Pflanzenart aus der Gattung der Gelbsterne (Gagea) innerhalb der Familie der Liliengewächse (Liliaceae).

## Beschreibung

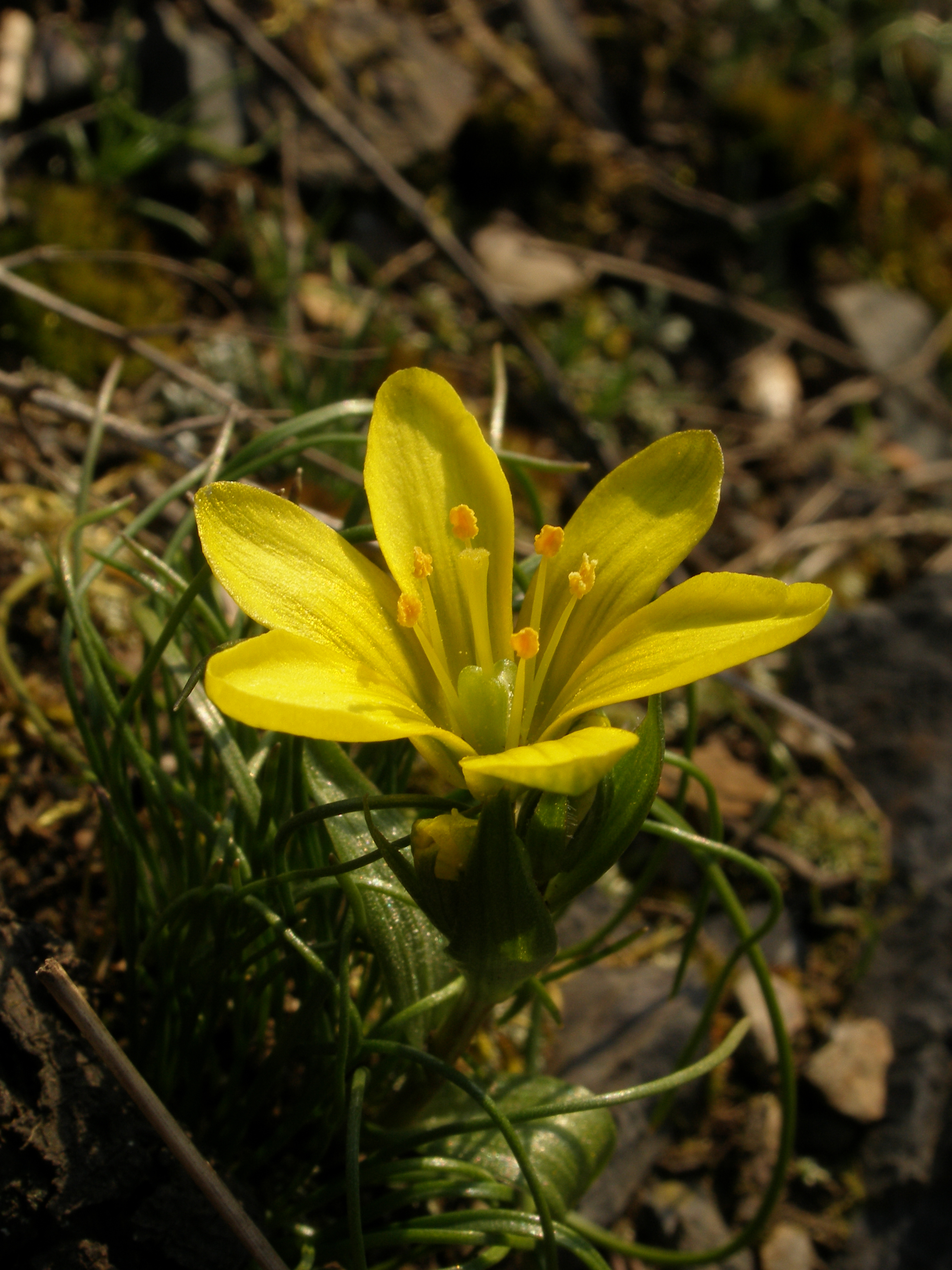
Blüte im Detail

### Vegetative Merkmale
Der Böhmen-Gelbstern ist eine ausdauernde krautige Pflanze, die Wuchshöhen von meist 2 bis 5 Zentimeter erreicht. Als Überdauerungsorgane besitzt der Böhmen-Gelbstern zwei ungleich große Zwiebeln, die sich in einer gemeinsamen Hülle befinden.
Alle Laubblätter sind grundständig. Die ein bis zwei Grundblätter sind 0,5 bis 1 Millimeter breit, am Grund weißlich oder grünlich, halbstielrund, kahl und besitzen auf der Oberseite eine schwache Längsrille. Der grüne Stängel ist unten fast immer kahl und oben meist mehr oder weniger behaart. Am Stängel befinden sich meist 3 bis 5 meist wechselständige, in eine dünne Spitze verschmälerte 2 bis 5 Millimeter breite Hochblätter. Die unteren Hochblätter sind im Allgemeinen breiter und kahl während die oberen schmäler und bewimpert sind.

### Generative Merkmale
Die Blütezeit des Böhmen-Gelbstern reicht in Mitteleuropa von Februar bis März. Da der Böhmen-Gelbstern blühfaul ist, bildet er oft blütenlose Rasen aus fädlichen Laubblättern. Der Blütenstand weist normalerweise ein bis zwei und bis zu vier Blüten auf. Die 5 bis 20 Millimeter langen Blütenstiele sind meist behaart (Trichome).
Die zwittrigen Blüten sind radiärsymmetrisch und dreizählig. Die 9 bis 19 Millimeter langen kahlen Perigonblätter haben eine spatelige, vorn abgerundete Form, sind innen gelb und besitzen außen einen grünen Mittelstreifen. Es sind sechs Staubblätter vorhanden. Der Fruchtknoten ist oberständig und der Griffel kahl.

### Chromosomensatz
Die Chromosomengrundzahl beträgt x = 12. Es kommen unterschiedlich Polyploidiestufen vor. Beim Böhmen-Gelbstern kommen Chromosomenzahlen von 2n = 24, 36 und 60 vor.

## Ökologie
Beim Böhmen-Gelbstern handelt es sich um einen Geophyten.

## Vorkommen
Der Böhmen-Gelbstern ist in weiten Teilen Europas außer im Norden verbreitet. Er tritt in allen Ländern des deutschsprachigen Raums auf. In Österreich beschränken sich die Vorkommen auf die Bundesländer Niederösterreich, hier besonders auf das nordwestliche Weinviertel, und das Nord-Burgenland. Der Böhmen-Gelbstern gilt als stark gefährdet.
In Österreich tritt der Böhmen-Gelbstern im pannonischen Gebiet selten bis sehr selten auf seichtgründigen Silikat-Trockenrasen und auf Fels- und Schottersteppen in der collinen Höhenstufe auf. Er ist kalkmeidend. Er ist eine Charakterart des Gageo-Veronicetum dillenii aus dem Verband Sedo-Veronicion. In Mitteleuropa gedeiht er am besten auf Schiefer, Porphyr, Oberrotliegendem, aber auch auf Tertiärkalk.

## Taxonomie
Die Erstveröffentlichung erfolgte 1776 unter dem Namen (Basionym) Ornithogalum bohemicum durch Johann Baptista Josef Zauschner (1737–1799). Die Neukombination zu Gagea bohemica (Zauschn.) Schult. & Schult.f. wurde 1829 durch Joseph August Schultes und Julius Hermann Schultes veröffentlicht.
Synonyme für Gagea bohemica (Zauschn.) Schult. & Schult.f. sind: Gagea fistulosa Ker Gawl. nom. illeg., Gagea pygmaea Salisb. nom. superfl., Gagea szovitsii subsp. bohemica (Zauschn.) A.Terracc. nom. superfl., Gagea aleppoana Pascher, Gagea andegavensis F.W.Schultz, Gagea billardieri Kunth, Gagea busambarensis (Tineo) Parl., Gagea callieri Pascher, Gagea corsica Jord. & Fourr. nom. illeg., Gagea hypanica Sobko, Gagea lanosa Pascher, Gagea minaae Lojac., Gagea nebrodensis (Tod. ex Guss.) Nyman, Gagea saxatilis (Mert. & W.D.J.Koch) Schult. & Schult.f., Gagea smyrnaea O.Schwarz, Gagea szovitsii (Láng) Besser ex Schult. & Schult.f., Gagea velenovskyana Pascher, Gagea zauschneri (Pohl) Pascher, Gagea bohemica subsp. aleppoana (Pascher) Stroh, Gagea bohemica subsp. corsica (Nyman) Gamisans, Gagea bohemica subsp. gallica I.Richardson, Gagea bohemica subsp. nebrodensis (Tod. ex Guss.) I.Richardson, Gagea bohemica subsp. saxatilis (Mert. & W.D.J.Koch) Asch. & Graebn., Gagea bohemica subsp. zauschneri (Pohl) Stroh, Gagea saxatilis subsp. australis A.Terracc., Gagea saxatilis subsp. busambarensis (Tineo) K.Richt., Gagea saxatilis subsp. corsica Nyman, Gagea bohemica var. andegavensis (F.W.Schultz) Nyman, Gagea bohemica var. busambarensis (Tineo) Fiori, Gagea bohemica var. corsica (Nyman) Rouy, Gagea bohemica var. gallica Rouy nom. superfl., Gagea bohemica var. szovitsii (Láng) Nyman, Gagea bohemica var. velenovskyana (Pascher) Stroh, Gagea foliosa var. busambarensis (Tineo) Nyman, Gagea saxatilis var. corsica (Nyman) A.Terracc., Gagea saxatilis var. gallica A.Terracc. nom. superfl., Gagea saxatilis var. helvetica A.Terracc. nom. nud., Gagea szovitsii var. alepicca A.Terracc., Gagea szovitsii var. callieri (Pascher) Miscz., Gagea szovitsii var. intermedia A.Terracc.
Gagea bohemica und Gagea saxatilis wurden in der Vergangenheit teilweise als getrennte Taxa, d. h. als zwei verschiedene Arten (oder Unterarten), aufgefasst. 2008 sind einige Autoren der Ansicht, dass diese Trennung nicht aufrechtzuerhalten ist und beide Namen dieselbe Art bezeichnen.

## Bilder

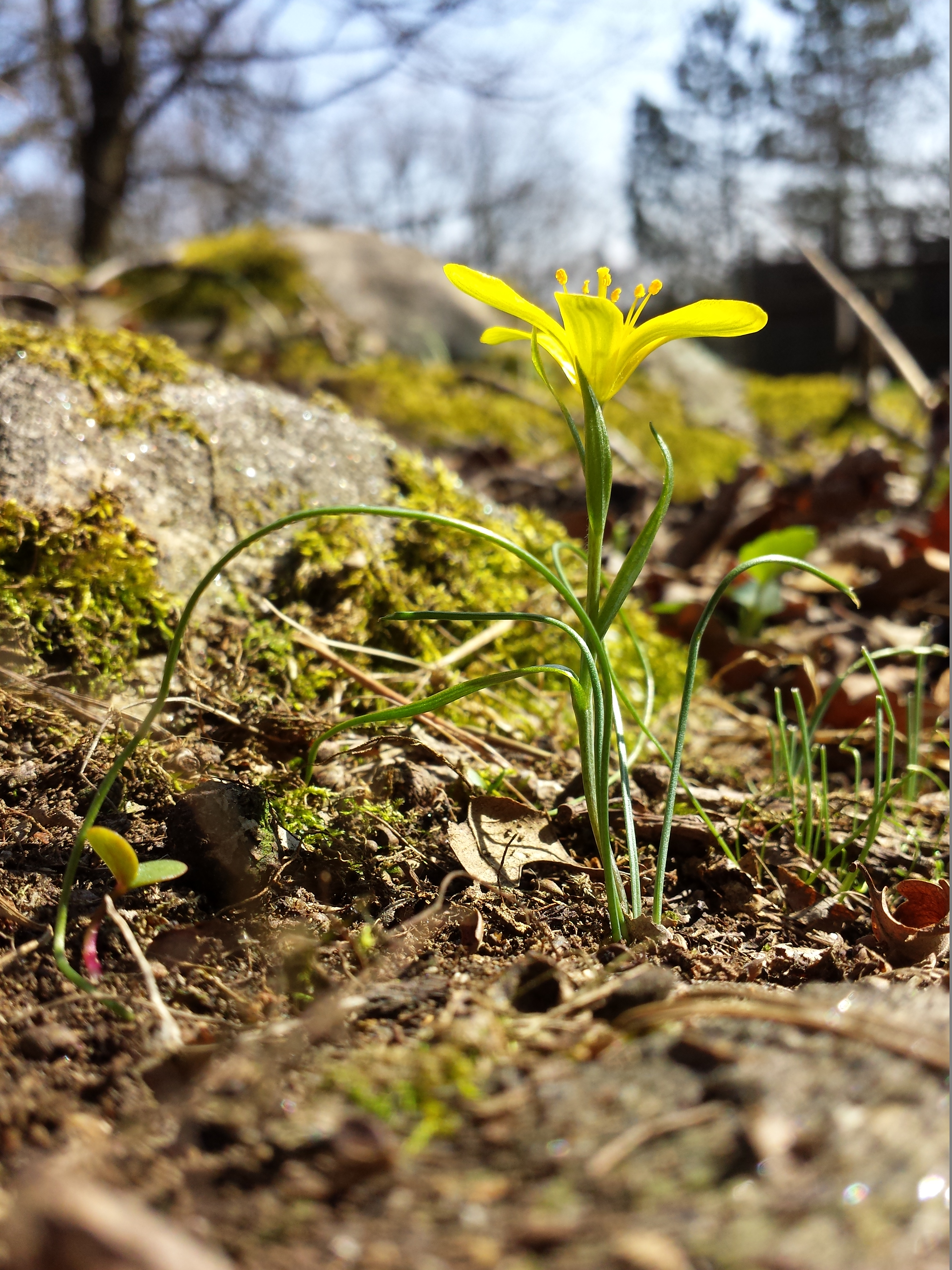
Habitus und Blüten von der Seite
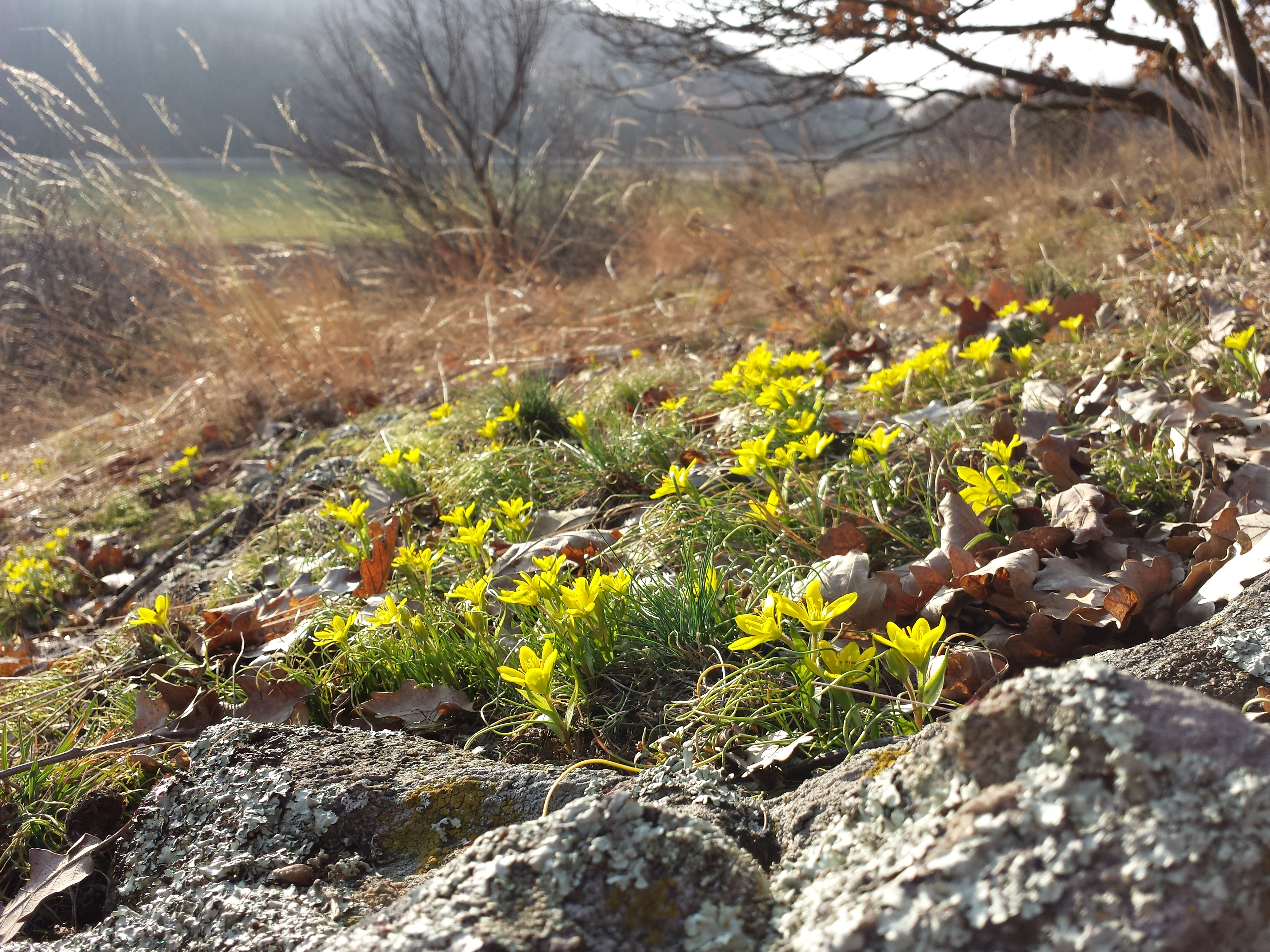
Vorkommen auf Silikatgestein
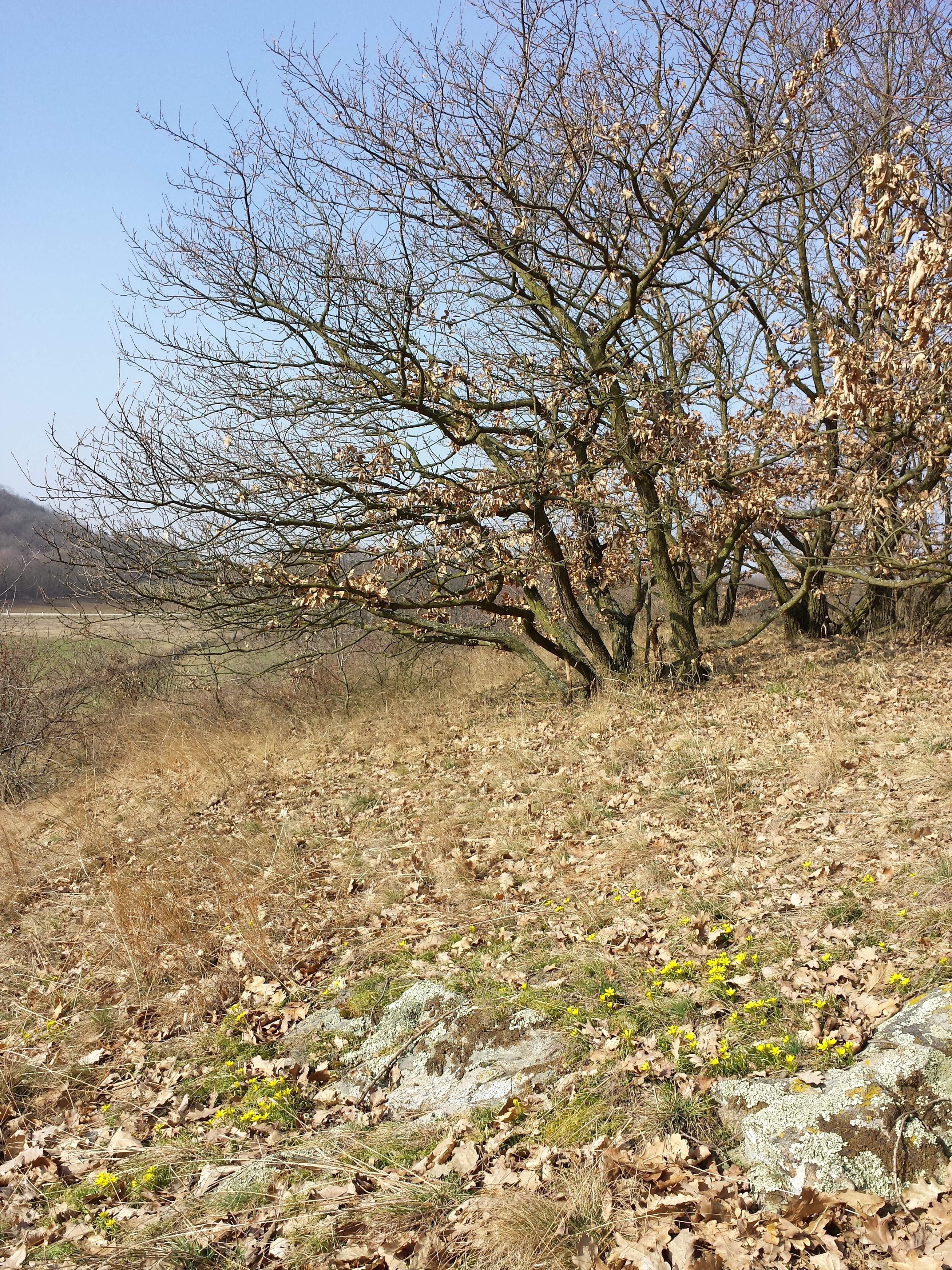
Natürliches Habitat